# Halligeri, Dharwad
Halligeri là một làng thuộc tehsil Dharwad, huyện Dharwad, bang Karnataka, Ấn Độ.